# Eveready Harton in Buried Treasure
Eveready Harton in Buried Treasure – amerykański animowany, krókometrażowy film pornograficzny z 1928 roku. Pierwszy, znany film tego typu. Powstał prawdopodobnie z okazji urodzin pioniera animacji Winsora McCaya. Obraz przedstawia serię gagów w których główny bohater uprawia seks z kobietą, mężczyzną, osłem i krową.